# Pic de Fontfreda
El Pic de Fontfreda és una muntanya de 2.736,4 metres d'altitud situada en el terme municipal de Porta, de l'Alta Cerdanya, a la Catalunya del Nord.
Està situat a la zona nord del terme de Porta, a l'oest-nord-oest del poble d'aquest nom. És al sud del Pic de l'Estanyol i al nord-est del Pic de les Valletes.
És destí freqüent de moltes de les rutes d'excursionisme del sud del terme de Porta i del nord dels de Guils de Cerdanya i Meranges.
Aquest cim està inclòs al llistat dels 100 cims de la FEEC